# Черенки (Поставский район)
Черенки (бел. — Чаранкі) — деревня в Юньковском сельсовете Поставского района Витебской области Белоруссии. Население — 13 человек (2019).

## География
Деревня расположена рядом с железной дорогой Поставы — Крулевщизна Витебского отделения Белорусской железной дороги. В 2 км от города Поставы и в 4 км от центра сельсовета.

## История
В 1861 году деревня принадлежала Тизенгаузу.
В 1873 году в Поставской волости Дисненского уезда Виленской губернии. В деревне насчитывалось 52 ревизские души.
В 1905 году — 194 жителя, 232 десятины земли.
В результате советско-польской войны 1919—1921 гг. деревня оказалась в составе Польши (II Речь Посполитая). Административно деревня входила в состав Поставской гмины Дуниловичского повета Виленского воеводства.
В сентябре 1939 года Черенки были присоединены к БССР силами Белорусского фронта РККА.
С 15.01.1940 года — в Юньковском сельсовете Поставского района.
22.05.1944 г. стрелок 2-го польского корпуса Зарецкий Юстин (род. 01.03.1911 г. в д. Черенки) погиб в битве под Монте-Кассино (Италия).
В 1946 году — 141 житель.
В 1963 году — 50 дворов, 146 жителей.
В 2001 году — 17 дворов, 20 жителей, в колхозе «Знамя Победы».